# Heiligensee
Le Heiligensee (littéralement : lac de la Vierge) est un lac de l'ère glaciaire qui se trouve au nord-ouest de Berlin dans le quartier auquel il a donné son nom (arrondissement de Reinickendorf), en Allemagne. Il fait partie de la rivière Havel qui coule le long de sa rive ouest. Il mesure environ 840 mètres du nord au sud et environ 410 mètres au sud-est. Sa superficie totale de 35,1 hectares.